# 10-я бронетанковая дивизия (Великобритания)
10-я бронетанковая дивизия (англ. 10th Armoured Division) — тактическое соединение Британской армии. Действовало в 1941—1944 года и после войны в период 1956—1957 годов. Она была сформирована из 1-й кавалерийской дивизии, 1-й линейной йоменской (Yeomanry) части территориальной армии, которая ранее служила в Палестине. Дивизия была преобразована из кавалерийской в бронетанковую 1 августа 1941 года.

## Символика
Знак дивизии представлял собой лисью маску, символизирующую охотничьи традиции кавалерийских и йоменских частей этого соединения. 

## Вторая мировая война
Первоначально дивизия находилась под командованием управления (headquarters) британских войск в Палестине и Трансиордании, но была передана в состав 9-й армии, когда управление было переименовано 1 ноября 1941 года. Позже дивизия была переведена в Египет, где служила под командованием Управления на Ближнем Востоке (HQ Middle East), в составе XXX корпуса 8-й армии и X корпуса. Дивизия участвовала в боях при Алам эль-Халфе и Эль-Аламейне. Она была расформирована 15 июня 1944 года в Египте.

## Холодная война
10-я бронетанковая дивизия также недолго действовала после окончания войны в Ливии в 1950-х годах, включив в себя 25-ю бронетанковую бригаду, но была расформирована в июле 1957 года. 25-я бронетанковая бригада была сформирована в 1952 году для обеспечения оперативного штаба войск в Ливии. Также 1-й королевский танковый полк (1st Royal Tank Regiment) и 3-й полк Королевской конной артиллерии (1st Regiment, Royal Horse Artillery) в зоне Суэцкого канала 1954/56 гг. Королевский шотландский серый полк (Royal Scots Greys) прибыл в Ливию в 1952 году и оставался там до 1955 года. Другими подразделениями бригады с 1952 года были 4-й/7-й королевский драгунский гвардейский полк (4th/7th Royal Dragoon Guards), 1-й батальон Гренадерской гвардии (Grenadier Guards), 1-й батальон Восточносуррейского полка (East Surrey Regiment) и 14-й/20-й Его Величества гусарский полк (14th/20th King’s Hussars). А также части прибывали в Бухту королевы в Сабрате. Кроме того, в мае и июне 1956 года бригада была спешно расширена до дивизионного статуса 10-й бронетанковой дивизии с намерением вторгнуться в Египет с территории Ливии во время Суэцкого кризиса. Планирование было приостановлено, когда выяснилось, что такое вторжение запрещено условиями британского договора с Ливией. В мае — июне 1956 года батальон связи бригады был расширен до батальона связи дивизии, базирующейся в Триполи. Батальон начал сворачиваться в апреле 1957 года и полностью распущен в сентябре 1957 года.

## Состав в годы Второй мировой войны
В ходе войны 10-я бронетанковая дивизия имела следующий состав:
- 8-я бронетанковая бригада (8th Armoured Brigade) (до 16 февраля 1942 года, затем 27 марта 1942 года — 30 июня 1942 года, 17 июля 1942 года — 21 ноября 1942 года)[11]
  - Шервудский рейнджерский йоменский полк (Sherwood Rangers Yeomanry)
  - Стаффордширский йоменский полк (Staffordshire Yeomanry)
  - Королевский шотландский серый полк (Royal Scots Greys) (до 30 июня 1942)
  - 3-й королевский танковый полк (3rd Royal Tank Regiment) (с 12 июля 1942)
  - 1-й батальон Буйволокожих (Королевский восточнокентский полк) (1st Battalion, Buffs (Royal East Kent Regiment)) (с 14 марта 1942)
- 9-я бронетанковая бригада (9th Armoured Brigade) (9 октября 1941 — 25 марта 1942, 14 ноября 1942 — 27 мая 1943)[12]
  - Королевский уилтширский йоменский полк (Royal Wiltshire Yeomanry) (до 27 мая 1943)
  - Уорикширский йоменский полк (Warwickshire Yeomanry) (до 27 мая 1943)
  - 1-й дворцовый кавалерийский полк (1st Household Cavalry Regiment) (3 августа — 9 октября 1941)
  - Йоркширский гусарский полк (Yorkshire Hussars) (10 октября 1941 — 13 марта 1942)
  - 3-й собственный Его Величества гусарский полк (3rd The King’s Own Hussars) (16 марта 1942 — 27 мая 1943)
  - 14-й батальон Шервудского егерского полка (14th Battalion, Sherwood Foresters) (10 августа — 9 декабря 1942)
  - 11-й (Её Величества вестминстерский) батальон Его Величества королевского стрелкового корпуса (11th (Queen’s Westminsters) Battalion, King’s Royal Rifle Corps) (9 декабря 1942 — 27 мая 1943)
- 7-я бронетанковая бригада (7th Armoured Brigade) (3 июня 1943 — 11 апреля 1944)[13]
  - 7-й Собственный Её Величества гусарский полк (7th Queen’s Own Hussars) (15 декабря 1943)
  - 2-й королевский танковый полк (2nd Royal Tank Regiment)
  - 6-й королевский танковый полк (6th Royal Tank Regiment) (8 июня 1944)
  - 8-й королевский танковый полк (8th Royal Tank Regiment) (29 января 1944)
  - 2-й батальон Стрелковой бригады (собственной принца-консорта) (2nd Battalion, Rifle Brigade (The Prince Consort’s Own)) (26 сентября 1943 — 13 ноября 1943, затем с 19 декабря 1943)
- 23-я бронетанковая бригада (23rd Armoured Brigade) (1 июня 1944 — 14 июня 1944)[14]
  - 40-й (Его Величества) королевский танковый полк (40th (The King’s) Royal Tank Regiment)
  - 46-й (ливерпульский валлийский) королевский танковый полк (46th (Liverpool Welsh) Royal Tank Regiment)
  - 50-й королевский танковый полк (50th Royal Tank Regiment)
  - 11-й (Её Величества вестминстерский) батальон Его Величества королевского стрелкового корпуса (11th (Queen’s Westminsters) Battalion, King’s Royal Rifle Corps)
- 7-я моторизованная бригада (7th Motor Brigade) (12 сентября 1942 — 23 сентября 1942)[15]
  - 2-й батальон Его Величества королевского стрелкового корпуса (2nd Battalion, King’s Royal Rifle Corps)
  - 2-й батальон Стрелковой бригады (собственной принца-консорта) (2nd Battalion, Rifle Brigade (The Prince Consort’s Own))
  - 7-й батальон Стрелковой бригады (собственной принца-консорта) (7th Battalion, Rifle Brigade (The Prince Consort’s Own))
- 133-я полумоторизованная бригада[~ 2] (133rd Lorried Infantry Brigade (29 сентября 1942 — 25 ноября 1942)[16]
  - 2-й батальон Королевского сассексского полка (2nd Battalion, Royal Sussex Regiment)
  - 4-й батальон Королевского сассексского полка (4th Battalion, Royal Sussex Regiment)
  - 5-й (пятипортовый) батальон Королевского сассексского полка (5th (Cinque Ports) Battalion, Royal Sussex Regiment)
- 201-я гвардейская моторизованная бригада (201st Guards Motor Brigade) (9 января 1943 — 1 февраля 1943)[17]
  - 6-й батальон Гренадерского гвардейского полка (6th Battalion, Grenadier Guards)
  - 3-й батальон Колдстримского гвардейского полка (3rd Battalion, Coldstream Guards)
  - 2-й батальон Шотландского гвардейского полка (2nd Battalion, Scots Guards)

Подразделения прямого подчинения
- Бронетанковые
  - 1-й дворцовый кавалерийский полк (1st Household Cavalry Regiment) (9 октября 1941 — 13 марта 1942, 14 января 1943 — 5 ноября 1943)
  - 2-й дербиширский йоменский полк (2nd Derbyshire Yeomanry) (21 августа 1942 — 10 сентября 1942)
  - 1-й королевский драгунский полк (1st The Royal Dragoons) (22 сентября 1942 — 31 октября 1942)
  - 7-й Собственный Её Величества гусарский полк (7th Queen’s Own Hussars) (5 ноября 1943 — 25 апреля 1944)
- Инженерные
  - 2-й полевой батальон Королевских инженеров (2nd Field Squadron, Royal Engineers) (21 ноября 1941 — 10 июня 1943)
  - 3-й полевой батальон Королевских инженеров (3rd Field Squadron, Royal Engineers) (22 сентября 1942 — 15 мая 1944)
  - 622-й полевой батальон Королевских инженеров (622nd Field Squadron, Royal Engineers) (11 июня 1943 — 31 мая 1944)
  - 141-й полевой парковый батальон Королевских инженеров (141st Field Park Squadron, Royal Engineers) (20 ноября 1941 — 1 апреля 1944)
  - 6-й мостовой взвод Королевских инженеров (6th Bridging Troop, Royal Engineers) (20 ноября 1943 — 1 апреля 1944)
- Связи
  - Батальон связи Королевского корпуса связи (10th Armoured Divisional Signals, Royal Corps of Signals)
- Артиллерийские
  - 1-й полк Королевской конной артиллерии (1st Regiment, Royal Horse Artillery) (13 сентября 1942 — 27 мая 1943, rejoined 13 ноября 1943 — 25 апреля 1944)
  - 14-й полк Королевской конной артиллерии (14th Regiment, Royal Horse Artillery) (3 июня 1943 — 8 ноября 1943)
  - 104-й (эссекский йоменский) полк Королевской конной артиллерии (104th (Essex Yeomanry) Regiment, Royal Horse Artillery) (27 сентября 1942 — 3 мая 1944)
  - 98-й полевой артиллерийский полк Королевской артиллерии (98th Field Regiment, Royal Artillery) (19 сентября 1942 — 29 декабря 1942)
  - 84-й противотанковый артиллерийский полк Королевской артиллерии (84th Anti-Tank Regiment, Royal Artillery) (13 сентября 1942 — 20 мая 1944)
  - 53-й (Собственный Его Величества йоркширский лёгкий пехотный) зенитный артиллерийский полк Королевской артиллерии (53rd (King’s Own Yorkshire Light Infantry) Light Anti-Aircraft Regiment, Royal Artillery) (2 сентября 1942 — 2 ноября 1942)
  - 101-й лёгкий зенитный артиллерийский полк Королевской артиллерии (101st Light Anti-Aircraft Regiment, Royal Artillery) (11 ноября 1943 — 30 мая 1944)